# Adjectius en japonès
Els adjectius són mots que qualifiquen altres mots, normalment substantius. En japonès es poden agrupar en dues grans categories, cadascuna amb diferents subtipus:
- Adjectius propis o verbals, que es conjuguen (形容詞 keiyoushi) = adjectius い i
  - Adjectius しい shii
- Adjectius nominals, no conjugables (形容動詞 keiyoudoushi) = adjectius な na
  - Adjectius -やかな -yakana
  - Adjectius -らかな -rakana
  - Adjectius たる taru
  - Adjectius なる naru

A més a més, alguns substantius també poden prendre la partícula de genitiu の no i tenir valor adjectival.
Els adjectius poden estar tant en posició atributiva (sempre anteposats al substantiu) com predicativa (tot i que alguns no poden).

## Tipus d'adjectius

### Adjectius propis (形容詞keiyoushi)
Els adjectius keiyoushi o de tipus i són adjectius d'origen japonès (i no sinojaponès). Es poden considerar una mena de verbs, atès que es conjugen en temps i afirmació/negació i es poden emprar tant en posició atributiva com predicativa. De fet, un adjectiu い pot formar una frase completa:
- 暑いよ！ atsui yo 'Quina calor!'

Els adjectius i acaben en i: 赤い akai 'vermell', かわいい kawaii 'bufó', 寒い samui 'fred', 遠い tooi 'lluny', 悲しい kanashii 'trist', però no acaben mai en えい ei (きれい kirei 'maco' és un adjectiu na).
Tots els adjectius propis presenten un nucli semàntic amb un o més kanji (com 赤, 寒 o 遠), que es llegeix amb la 訓読み (kun'yomi), la lectura japonesa nadiua dels caràcters xinesos.

#### Adjectius しいshii
Els adjectius しい shii són un subtipus d'adjectiu i, molts dels quals són paraules relacionades amb les emocions: 悲しい kanashii 'trist', 嬉しい ureshii 'content', 美しい utsukushii 'bonic', 楽しい tanoshii 'divertit', 美味しい oishii 'bo (gust)'.

### Adjectius nominals (形容動詞keiyoudoushi)
Els adjectius keiyoudoushi o adjectius de tipus na són adjectius que no es conjuguen, no tenen cap terminació i s'hi afegeix alguna còpula. La majoria es poden emprar tant en posició atributiva com predicativa, però n'hi ha alguns tipus que només poden ser atributius (és a dir, que només es poden fer servir anteposats a un adjectiu, no a final de frase).
Els adjectius na compostos de 2 o més kanji són gairebé tots d'origen sinojaponès, és a dir, es van importar de la Xina i es llegeixen amb la 音読み on'yomi o lectura d'origen xinès. Hi ha algunes excepcions notables, com l'adjectiu 変 hen 'estrany', compost d'un sol kanji.
Molts substantius també són adjectius na, com ara 自由 jiyuu 'llibertat', que esdevé 自由な jiyuu-na 'lliure'. Alguns exemples de substantius-adjectius na: 危険 (kiken, 'perill' o 'perillós'), 健康 (kenkou, 'salut' o 'sa/saludable'), 不安 (fu'an, 'neguit' o 'neguitós'), 自然 (shizen, 'natura' o 'natural/espontani').

#### Adjectius-yaka na
Un subtipus d'adjectiu na, la part -yaka no és conjugable, però s'escriu en hiragana, cosa que demostra que temps enrere devia ser alguna mena de sufix. Es fan servir atributivament i predicativament. Són adjectius nipons, i es llegeixen amb la kun'yomi.
Exemples: 鮮やか akayaka 'vívid', 穏やか odayaka 'tranquil', 爽やか sawayaka 'clar, fresc', 賑やか nigiyaka 'animat, amb bullici'.

#### Adjectius-raka na
Un altre subtipus, la part -raka també s'escriu en hiragana, cosa que demostra que era alguna mena de sufix. Es fan servir atributivament i predicativament. Són adjectius nipons, i es llegeixen amb la kun'yomi.
Exemples: 明らか akiraka 'palès, clar', 柔らか yawaraka 'tou, amable'.

#### Adjectiustaru
Un tipus d'adjectiu na arcaic, només poden funcionar atributivament, és a dir, no poden ser a final de frase. No agafen la partícula na. N'hi ha pocs en japonès, un dels més comuns és 堂々たる doudoutaru 'magnificent'.

#### Adjectiusnaru
Són també adjectius arcaics, com els taru, que només es poden fer servir atributivament. No agafen la partícula na.
Exemples: 単なる tannaru 'simple, senzill', 聖なる seinaru 'sagrat'. Alguns es troben en expressions fixes com 母なる自然/大地 hahanaru shizen/daichi 'la mare naturalesa/terra'.

### Substantius amb partícula de genitiu のno
Hi ha molts substantius que prenen la partícula de genitiu の no i, per tant, tenen funció adjectival. De fet, es poden interpretar com la nostra construcció amb la preposició de. Per exemple, 女性 josei (dona, femella): 
- 女性の地位は低いのが現状だ。josei no chii wa hikui no ga genjou da 'Que l'estatus femení/de la dona [en el món laboral] és baix és una realitat.'

## Conjugació

### Adjectiusi

#### Bases conjugables
Els adjectius de tipus i presenten totes sis bases conjugables:
| Terminal 終止形 shuushikei         | Atributiva 連体形 rentaikei       | Hipotètica 仮定形 kateikei | Imperativa 命令形 meirekei | Irrealis 未然形 mizenkei          | Connectiva 連用形 ren'youkei |
| ---------------------------------- | --------------------------------- | -------------------------- | -------------------------- | --------------------------------- | ---------------------------- |
| 寒い samu-i 寒し samu-shi (arcaic) | 寒い samu-i 寒き samu-ki (arcaic) | 寒けれ samu-kere           | 寒かれ samu-kare           | 寒かろ samu-karo 寒から samu-kara | 寒く samu-ku                 |

#### No marcat i passat
La conjugació dels adjectius i pivota al voltant de la caiguda de la terminació i i l'afegiment dels morfemes adients.Els adjectius es conjuguen en temps (no marcat-passat) i en afirmatiu-negatiu. El no marcat es fa servir per al present i el futur:
| 寒い samui 'fred'        | No marcat         | No marcat            | Passat               | Passat                       |
| 寒い samui 'fred'        | Afirmatiu         | Negatiu              | Afirmatiu            | Negatiu                      |
| ------------------------ | ----------------- | -------------------- | -------------------- | ---------------------------- |
| Forma no cortesa         | 寒い samu-i       | 寒くない samu-ku-nai | 寒かった samu-k-atta | 寒くなかった samu-ku-nakatta |
| Forma cortesa            | +です desu        | +です desu           | +です desu           | +です desu                   |
| Forma no cortesa de いい | いい・よい ii/yoi | よくない yo-ku-nai   | よかった yo-k-atta   | よくなかった yo-ku-nakatta   |

#### Formació del no marcat i el passat
El negatiu fa servir la base connectiva く ku + l'auxiliar ない nai
El passat fa servir la base connectiva く ku + l'auxiliar あった atta (la u i la a es van fusionar).
El negatiu passat conjugar ない nai, que actua com un adjectiu i, per tant, forma connectiva く ku + あった atta.

#### Usos de les formes corteses i no corteses
La forma cortesa (la no cortesa amb です afegit) només apareix en posició predicativa.
Les formes no corteses poden aparèixer tant en posició predicativa (en registres informals) com atributiva. Tanmateix, en posició atributiva es fan servir sobretot les formes no marcades, les formes passat apareixen més sovint en posició predicativa.
- 本当に寒い冬だったね... hontouni samui fuyu datta ne 'Va ser un hivern realment fred, eh...' [no marcat]
- 去年の冬は本当に寒かったよ kyonen no fuyu wa hontou ni samukatta yo 'L'hivern de l'any passat va ser frígid'. [passat]
- 昨日、面白くない映画を見た。 kinou omoshirokunai eiga wo mita 'Ahir vaig mirar una pel·lícula molt poc interessant. [no marcat neg.]
- 昨日見た映画は面白くなかった. kinou mita eiga wa omoshirokunakatta 'La pel·lícula que vaig mirar ahir no era gaire interessant' [passat neg.].

#### Condicional
El condicional pot tenir tant valor de no marcat com de passat, però és la resta de la frase que ho condiciona. Es fa servir la mateixa forma per als dos temps.
Hi ha dos condicionals possibles per als adjectius i: -tara i -ba:
|                       |       | Afirmatiu                 | Negatiu                           |
| --------------------- | ----- | ------------------------- | --------------------------------- |
| 寒い samui 'fred'     | -tara | 寒かったら samu-k-atta-ra | 寒くなかったら samu-ku-nakatta-ra |
| 寒い samui 'fred'     | -ba   | 寒ければ samu-kere-ba     | 寒くなければ samu-kere-ba         |
| いい/よい ii/yoi 'bo' | -tara | よかったら yokattara      | よくなかったら yo-ku-nakatta-ra   |
| いい/よい ii/yoi 'bo' | -ba   | よければ yo-kere-ba       | よくなければ yo-ku-nakere-ba      |

Per als usos de -tara i -ba vegeu: Condicionals en japonès.

#### Adverbialització i substantivació
Per adverbialitzar només cal fer servir la forma connectiva. Per substantivar, s'elimina la terminació i i s'afegeix さ sa
| Adjectiu          | Adjectiu | Adverbi      | Adverbi    | Substantiu   | Substantiu |
| ----------------- | -------- | ------------ | ---------- | ------------ | ---------- |
| 速い haya-i       | ràpid    | 速く haya-ku | ràpidament | 速さ haya-sa | rapidesa   |
| よい yo-i いい ii | bo       | よく yo-ku   | bé         | よさ yo-sa   | bondat     |

#### Coordinació d'adjectius
Per a coordinar adjectius es fa servir la forma connectiva く ku i s'afegeix て te:
- 寒くて小さい。samu-ku-te chiisai 'Freda i petita'.

### Adjectiusna

#### Bases conjugables
Les sis bases conjugables dels adjectius na són:
| Ús      | Terminal 終止形 shuushikei | Atributiva 連体形 rentaikei | Hipotètica 仮定形 kateikei | Imperativa 命令形 meirekei | Irrealis 未然形 mizenkei        | Connectiva 連用形 ren'youkei |
| ------- | -------------------------- | --------------------------- | -------------------------- | -------------------------- | ------------------------------- | ---------------------------- |
| normal  | 変だ hen da                | 変な hen na                 | 変なら hen nara            | 変であれ hen de are        | 変だろ hen daro 変では hen dewa | 変で hen de 変に hen ni      |
| arcaica | 変なり hen nari            | 変なる hen naru             | 変なれ hen nare            | 変なれ hen nare            | 変なら hen nara                 | 変なり hen nari              |

#### No marcat i passat
| 変 hen 'estrany' | No marcat                                                      | No marcat            | Passat                                                               | Passat                                                                                           |
| 変 hen 'estrany' | Afirmatiu                                                      | Passat               | Afirmatiu                                                            | Passat                                                                                           |
| ---------------- | -------------------------------------------------------------- | -------------------- | -------------------------------------------------------------------- | ------------------------------------------------------------------------------------------------ |
| Forma no cortesa | 変だ hen da 変な hen na 変である hen de aru (tècnic o formal.) | 変だった hen datta   | 変じゃない hen de wa nai 変ではない hen ja nai                       | 変ではなかった hen de wa nakatta 変じゃなかった hen ja nakatta                                   |
| Forma cortesa    | 変です hen desu                                                | 変でした hen deshita | 変ではありません hen de wa arimasen 変じゃありません hen ja arimasen | 変ではありませんでした hen de wa arimasen deshita 変じゃありませんでした hen ja arimasen deshita |

#### Condicional
El condicional pot tenir tant valor de no marcat com de passat, però és la resta de la frase que ho condiciona. Es fa servir la mateixa forma per als dos temps.
Per al condicional es conjuga la còpula a les dues formes possibles: -tara i -ba:
|                  |       | Afirmatiu                                   | Negatiu                                                               |
| ---------------- | ----- | ------------------------------------------- | --------------------------------------------------------------------- |
| 変 hen 'estrany' | -tara | 変だったら hen dattara                      | 変じゃなかったら hen ja nakattara 変ではなかったら hen dewa nakattara |
| 変 hen 'estrany' | -ba   | 変ならば hen naraba 変であれば hen de areba | 変じゃなければ hen ja nakereba 変ではなければ hen dewa nakereba       |

La contracció じゃ ja en comptes de では de wa és pròpia del llenguatge oral.

#### Adverbialització i substantivació
Per adverbialitzar només cal afegir la partícula に ni a l'adjectiu.
En el cas de la substantivació, molts adjectius na ja són substantius, com ara 自然 shizen 'natura' o 危険 kiken 'perill'. En el cas dels adjectius na que només són adjectius, com ara きれい kirei 'bonic, pulcre', s'hi afegeix el sufix さ sa, com amb els adjectius i.
| Adjectiu          | Adjectiu      | Adverbi           | Adverbi    | Substantiu        | Substantiu         |
| ----------------- | ------------- | ----------------- | ---------- | ----------------- | ------------------ |
| きれいだ kirei da | bonic, pulcre | きれいに kirei ni | pulcrament | きれいさ kirei sa | bellesa, pulcritud |

#### Coordinació d'adjectius
Per a coordinar adjectius n'hi ha prou d'afegir la partícula で de:
- 奇麗で優しい. kirei de yasashii 'Preciós i simpàtic.